# Прибавление ума
«Прибавление ума» («Подательница ума», «Ключ разума») — почитаемая в Православной церкви икона Богородицы. Празднование совершается в первое воскресенье после Успения Пресвятой Богородицы — 15 (28) августа.

## История
По преданию, икона была написана в XVII веке после видения неизвестным иконописцем Божией Матери. Этот иконописец во время раскола Русской церкви никак не мог уразуметь для себя смысла никоновской реформы и впал в безумие. Тогда он стал горячо молиться Пресвятой Богородице о вразумлении. После Её видения он получил обещание об исцелении, если он напишет икону Богородицы в том виде, в котором Она ему явилась. Иконописец исполнил свой обет и назвал написанный образ «Прибавление ума Пресвятой Богородицею». Оригинал хранился в Спасо-Преображенском соборе города Рыбинска.
Прототипом этой иконы является статуя Богоматери, находящаяся в Доме Богородицы в итальянском городе Лорето. Эта связь установлена Андреем Титовым в начале XX века. В России сказание о Лоретской Богоматери известно с XVI века, а непосредственным иконографическим источником иконы «Прибавление ума» послужили гравюры с изображением лоретской святыни.
На иконе Богоматерь и Христос изображены спелёнутыми фелонью. На головах у Марии и младенца царские венцы. В левой руке у Христа держава. В верхней части иконы находится арка и светильники. По обеим сторонам нарисованы ангелы, которые держат в руках зажжённые свечи. Под ногами Богоматери и над её головой изображены херувимы с распростёртыми крыльями.
В нижней части иконы часто бывает написан текст: «Изображение Пресвятые Богородицы прибавлением к житию судити живых и мертвых от смертного убийства защищает, от тлетворных ветров, от озноба, от трясавицы, от находа зверей ядовитых, от врагов и мшиц, и комаров».
Священный синод Русской православной церкви на заседании 16—17 июля 2020 года (журнал № 34) одобрил для употребления за богослужением и в домашней молитве текст акафиста Божией Матери в честь иконы Её, именуемой «Прибавление ума».

## Чтимые списки
В Покровском храме города Тутаева хранится почитаемая чудотворной икона «Прибавление ума». К ней обращаются за помощью в учёбе, избавлением от душевных заболеваний, просветлением мыслей и т. п. Традиционным стал привоз иконы в областной центр Ярославль перед Днём знаний.
В Москве образ Божией Матери «Прибавление ума» имеется в храме в честь Тихвинской иконы Божией Матери в Алексеевском.